# Gabriel Imbuluzqueta Alcasena
Gabriel Imbuluzqueta Alcasena (Elizondo, Baztán, 1945) es un periodista, historiador y escritor español especializado en etnografía y floclore navarro.

## Biografía
Imbuluzqueta se doctoró en Ciencias de la Información por la Universidad de Navarra (1991) con una tesis sobre la Prensa navarra en el siglo XIX. Ha sido redactor del Diario de Navarra, desde 1976 hasta su jubilación en 2010. Todavía continuó colaborando con el rotativo hasta el 1 de julio de 2021, ocupándose de una sección, Diario del Recuerdo, dedicada a rescatar «noticias históricas y costumbristas de gran interés».
Es autor de varios libros sobre etnografía, artesanía e historia y coautor de otros muchos sobre temática navarra. Ha sido discípulo de José Miguel de Barandiarán en sus clases de la Cátedra de Cultura Vasca impartidas en la Universidad de Navarra. Desde 1988 es miembro de Etniker-Navarra publicando varios trabajos en Cuadernos de Etnología y Etnografía de Navarra. Entre 1999-2003 ha sido miembro del comité interregional en el Atlas Etnográfico de Vasconia y del comité de redacción. Además de todo ello, ha sido miembro del Consejo Navarro de Cultura y ha impartido numerosas conferencias.
Ha desarrollado una amplia e intensa carrera profesional, incidiendo especialmente en la investigación y divulgación de aspectos relativos a las tradiciones, el folclore y la cultura popular de la Comunidad Foral. Por todo ello, el Gobierno de Navarra estimó oportuno en febrero de 2015 distinguir "a quien tan ejemplarmente ha destacado en su trabajo profesional como periodista, investigador y divulgador de la cultura tradicional de Navarra" concediéndole la Cruz de Carlos III el Noble de Navarra. En el decreto de concesión, el ejecutivo foral señaló además que Imbuluzqueta "ha contribuido a que las raíces populares sean reconocidas por el conjunto de los ciudadanos como un patrimonio esencial de Navarra".

## Obras
Además ha realizado investigaciones importantes sobre la prensa navarra en el siglo XIX, sobre temas baztaneses y aspectos del folclore, las artesanías tradicionales, las celebraciones y fiestas, la música, los ritos ancestrales, los oficios antiguos o las creencias y leyendas de los valles, pueblos y ciudades de Navarra así como las costumbres más enraizadas en la Comunidad Foral de Navarra. 
Algunas de sus investigaciones han sido difundidas en la revista Cuadernos de Etnología y Etnografía de Navarra y en otras publicaciones.
Entre sus publicaciones destacan:
- 1984: Nafarroan Eskulangilleak. Pamplona, Artesanos Navarros ESKUZ. ISBN 84-398-1773-8
- 1986: Navarra, guía y mapa. Coautor. Caja de Ahorros de Navarra.
- 1987: Artesanos. Colección "Panorama" n.º 8 del Gobierno de Navarra.
- 1989: Artesanos II. Colección "Panorama" n.º 11 del Gobierno de Navarra.
- 1993: Baztán. Pamplona, Caja de Ahorros Municipal. ISBN 84-606-1640-1 Elaborado junto a Ana Mari Marín y Lander Santamaría.
- 1993: Periódicos navarros en el siglo XIX. Gobierno de Navarra. ISBN 84-235-1181-2

- 2001: Elizondo. Pamplona. ISBN 84-607-1700-3
- 2005: Navarra-Etnografía. Gobierno de Navarra. ISBN 84-235-2770-0

## Premios y homenajes
- 1980: I Premio Periodístico Internacional San Fermín otorgado por el Ayuntamiento de Pamplona.[3]
- 1983: I Concurso Periodístico sobre Artesanía Navarra, otorgado por la Diputación Foral de Navarra.[3]
- 2010: «Premio Teobaldo al mejor trabajo periodístico de promoción de los atractivos turísticos de Navarra».[3]
- 2015: Cruz Carlos III el Noble.[5][6]
- 2019: Premio Txondorra-Carbón Vegetal, otorgado por la Asociación de Amigos del Olentzero.[2][7][8]